# A.R. Wittop Koning

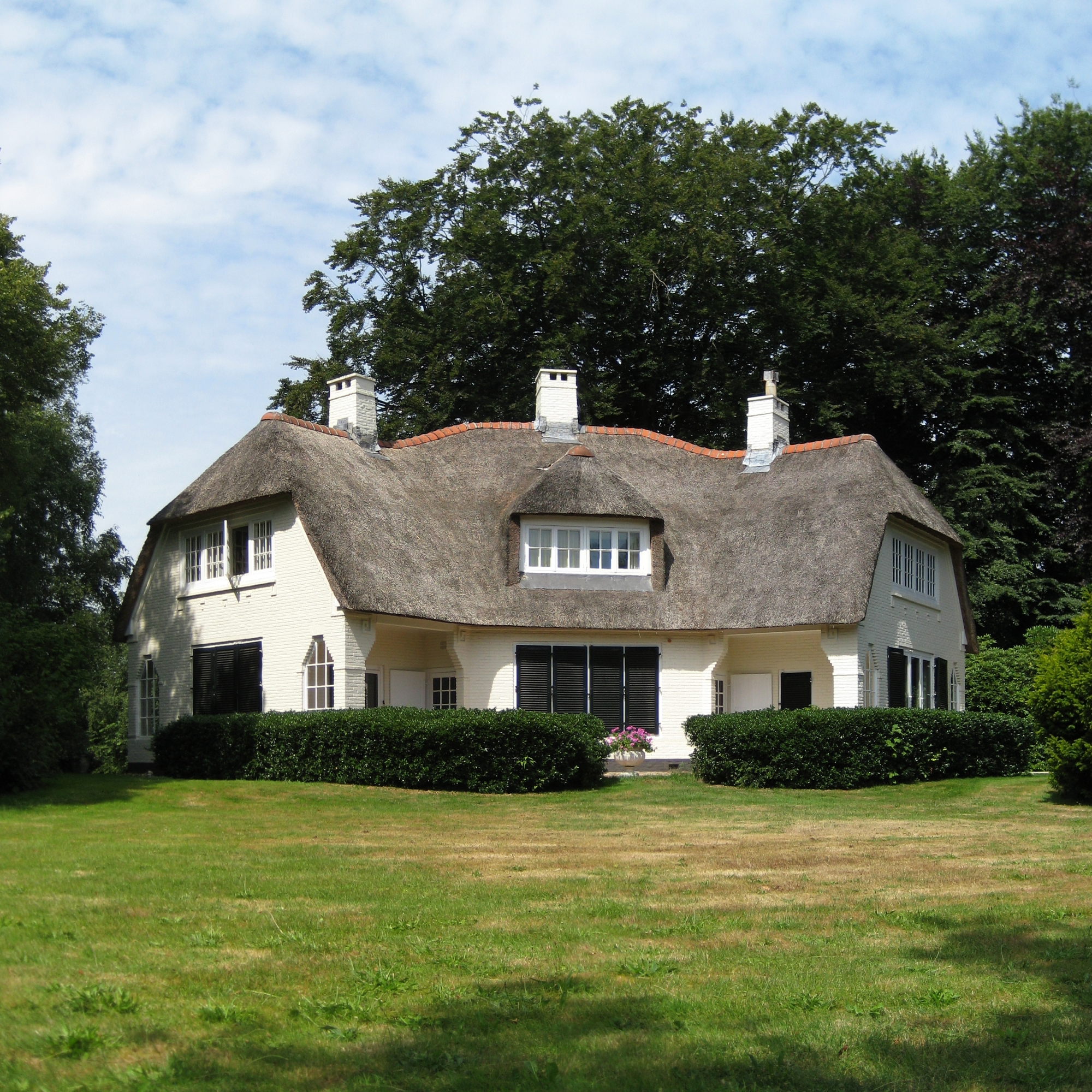
Villa De Brinkkamp (1920) in het Groninger dorp Glimmen (2010)

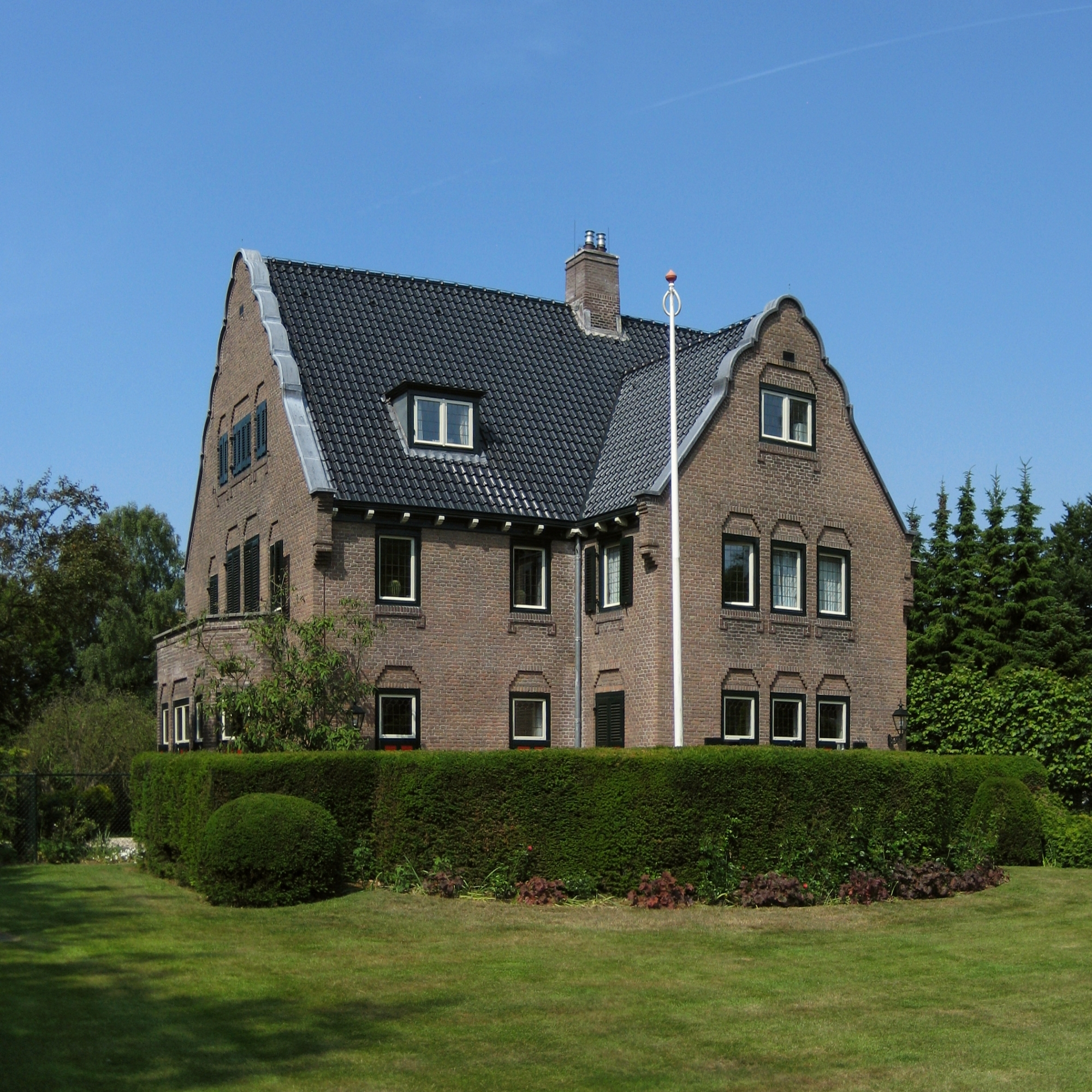
Landhuis De Kloosters (1921) aan de Verlengde Hereweg in Groningen (2010)

Adrianus Rudolphus (Adriaan) Wittop Koning (Rotterdam, 6 april 1878 - Leiden, 21 september 1961), in vakliteratuur doorgaans A.R. Wittop Koning genoemd, was een Nederlandse architect.

## Biografie
Wittop Koning was een zoon van ingenieur Dirk Arnold Wittop Koning (1845-1909), die als 'opzigthebbend ingenieur' namens Gemeentewerken Rotterdam de leiding had bij de bouw van de eerste Willemsbrug in Rotterdam, en van Martine Suzanne Everdine de Moulin (1846-1928). Hij volgde lessen aan de tekenacademie in Rotterdam en bekwaamde zich in de bouwkunde. Vanaf 1902 woonde hij in Bussum en was hij enige tijd in dienst bij Karel de Bazel, die grote invloed op zijn werk zou hebben. Hij was van 1905 tot 1924 lid van Architectura et Amicitia in Amsterdam.
Wittop Koning vestigde zich in 1917 als zelfstandig architect in Groningen. Hij werd er lid van de kunstkring De Ploeg. Hij ontwierp onder meer woonhuizen en villa's in Bussum, Laren, Helpman en Den Haag. Wittop Koning ontwierp in de stad Groningen het kantoorgebouw De Faun voor de N.V. Levensverzekerings Mij 'De Utrecht', dat werd aangekleed met ornamenten van de beeldhouwer Willem Valk (1898-1977). Na de oorlog werd de architect benoemd tot lid van de Provinciale Commissie voor oorlogs- of vredesgedenktekens, die de minister van Onderwijs, Kunsten en Wetenschappen adviseerde over de plaatsing van oorlogsmonumenten. In 1953 werd aan hem de Culturele prijs van de provincie Groningen toegekend. In de Groninger buurt Europapark is de Wittop Koningstraat naar hem genoemd.

## Werken (selectie)
- 1907: Villa Sonnevanck aan de Verlengde Hereweg, Groningen[5]
- ±1907: Anna Paulownalaan 3, Baarn
- 1920: Villa De Brinkkamp, Glimmen[1]
- 1921: Landhuis De Kloosters aan de Verlengde Hereweg, Groningen[2]
- 1922: Villa Westenschouw aan de Rijksstraatweg, Haren[6]
- 1926 (of 1930): Villa De Dilcht, Haren[7][8]
- 1926: Villa aan de Rijksstraatweg, Haren[9]
- 1929: Villa De Zonnewijzer aan de Rijksstraatweg, Haren[6]
- 1930: Villa 't Oldeheem aan de Rijksstraatweg, Haren[6]
- 1933: Restauratie hervormde kerk Harkstede, rijksmonument
- 1933-1934: Notariswoning, Winsum[10]
- 1934: Pompgebouw waterleidingbedrijf, Onnen[11]
- 1935: Dubbele villa De Kamp aan de Verlengde Hereweg, Groningen[6]
- 1935-1938: Kantoorgebouw De Faun, Groningen[4]